# Ossobuco

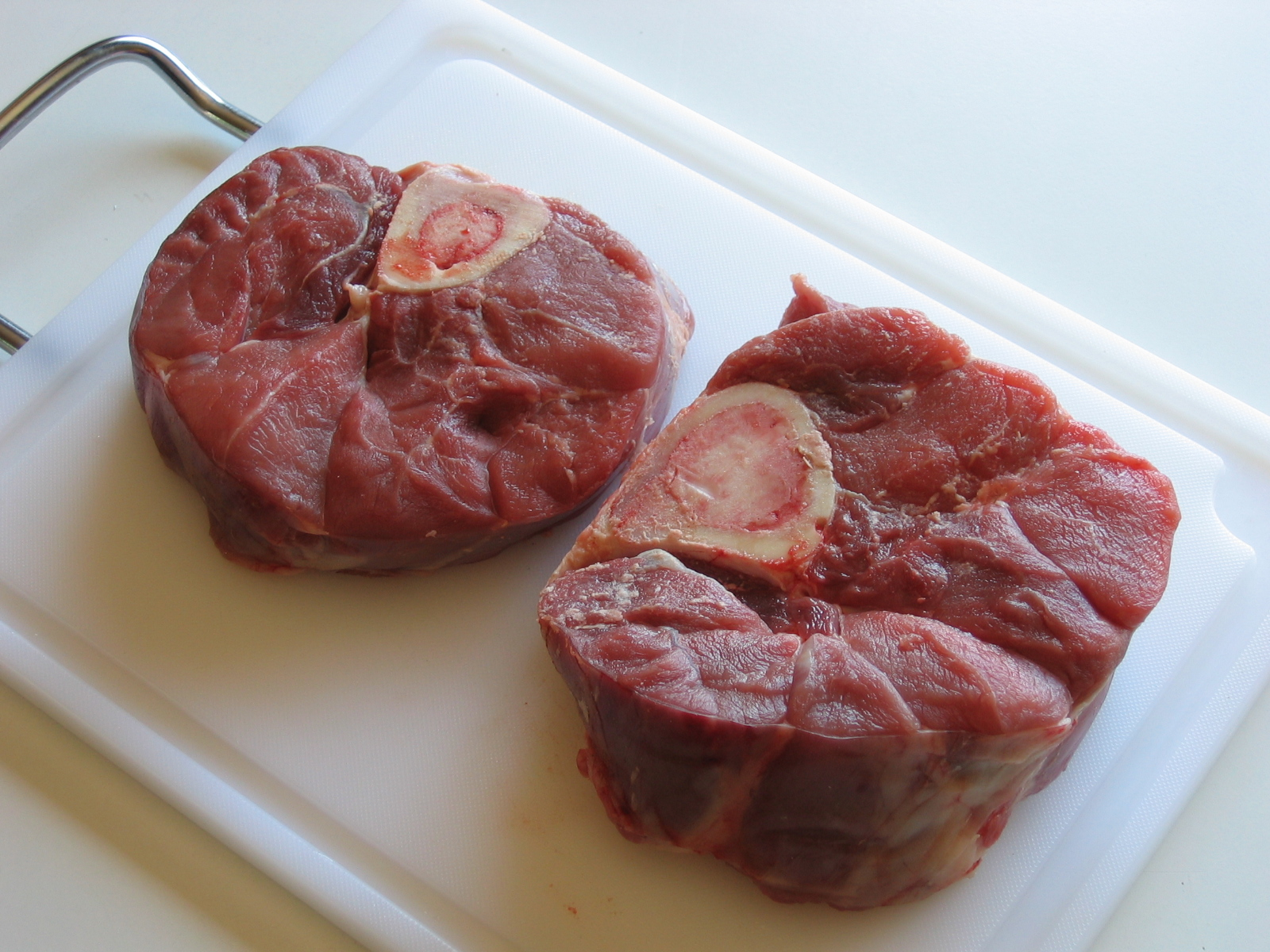
Ossibuchi

L'ossobuco è un taglio di carne ricavato dal garretto del bovino o, più raramente, del tacchino. Si tratta di una sezione circolare disposta intorno a un osso con una cavità centrale.

## Descrizione

### Italia
L'ossobuco viene usato spesso per preparare una serie di piatti tipici italiani ottenuti infarinando e rosolando tale taglio di carne nel burro. Ne è un famoso esempio l'ossobuco alla milanese, spesso abbinato con il risotto allo zafferano.
Meno conosciuti ma altrettanto degni di nota sono l'ossobuco alla romana, con i piselli,  così come l'ossobuco alla fiorentina, con passata di pomodoro e quello alla reggiana, con carota cipolla e sedano, entrambe ricette dove figurano anche erbe aromatiche.

### Nella cucina asiatica
A Taiwan si prepara una zuppa con l'ossobuco, i noodles, verdure e spezie come il pepe del Sichuan (zuppa di noodles con manzo).